# Scorporo
Lo scorporo era un meccanismo vigente nel sistema elettorale italiano definito dalla legge Mattarella per l'elezione o assegnazione dei seggi della Camera dei deputati e del Senato della Repubblica (legge 277/1993), abrogata successivamente nel dicembre del 2005 e sostituita dalla legge Calderoli.
Esso consisteva nel sottrarre dal conteggio dei voti totali di una lista nella parte proporzionale i voti ottenuti dai candidati collegati alla medesima lista che erano eletti nei collegi uninominali con il sistema maggioritario.
Obiettivo del meccanismo era dare maggiore rappresentanza alle liste che avevano pochi candidati eletti con il sistema maggioritario, coerentemente con le finalità di applicazione della quota proporzionale.
Per aggirare la quota proporzionale venivano usate le cosiddette liste civetta, ossia delle liste fittizie cui venivano collegati i candidati nei collegi uninominali.
Alle elezioni del 2001 una di queste liste civetta, collegata alla Casa delle Libertà, prese il nome di Abolizione Scorporo (per intero: Movimento per l'abolizione dello scorporo e per il rispetto della sovranità popolare - per l'abolizione dello scorporo, per la stabilità di governo, no ai ribaltoni). L'ampio successo ottenuto in quelle elezioni dal centrodestra provocò però un risultato paradossale: non fu possibile assegnare tutti i seggi della quota proporzionale perché non c'erano sufficienti candidati nelle vere liste proporzionali, in particolare quelle di Forza Italia.